# Urosigalphus ornatus
Urosigalphus ornatus är en stekelart som beskrevs av Gibson 1974. Urosigalphus ornatus ingår i släktet Urosigalphus och familjen bracksteklar. Inga underarter finns listade i Catalogue of Life.